# 괭이갈매기 울 적에
《괭이갈매기 울 적에》(うみねこのなく頃に 우미네코노 나쿠코로니[*])는 《쓰르라미 울 적에》로 유명한 일본의 동인 게임 개발팀인 용기사07의 3번째 작품이다. 전작인 쓰르라미 울 적에 시리즈와는 직접적인 스토리의 연결은 없으며, 쓰르라미 울 적에와 같이 원제목에서 な는 언제나 빨간 색의 な로 표시된다.
앞서 TV애니메이션화 된 쓰르라미 울 적에 시리즈에 이어 2009년 7월에 TV애니메이션이 방영했다. 2쿨 분량이며 에피소드 1~4를 바탕으로 제작하였다.

## 개요
이즈 제도, 롯켄지마섬.

전체 길이 10km에도 못 미치는 이 섬이, 관광 팸플릿에 실린 적은 없다.

왜냐하면 대부호 우시로미야 가문이 소유하는 사적인 섬이기 때문이다.

일 년에 한 번 있는 친족 회의 때문에 친족들은 섬을 향하고 있었다.

의제는 살 날이 얼마 남지 않았다고 선고 받은 당주 킨조의 재산 분배 문제.

일기 예보가 태풍이 다가온다고 알리지 않아도, 섬에는 확실히 암운이 드리우고 있었다….

롯켄지마섬 대량 살인 사건 (1986년 10월 4일 ~ 5일)

속도가 느린 태풍 때문에, 섬에 어쩔 수 없이 갇히게 된 18명.

전화나 무선도 고장나서 완전히 고립된 섬에 갇혔다.

그들을 덮치는 피도 얼어붙을 연속 살인, 대량 살인, 엽기 살인.

태풍이 그치면 배가 올 것이다. 경찰도 와줄 것이다.

선착장에서 노닐던 괭이갈매기들도 돌아올 것이다.

그렇다. 경찰이 오면 모든 것을 해결해줄 것이다.

우리가 아무것도 하지 않아도, 괭이갈매기 울 적에, 모두...

괭이갈매기 울 적에, 하나라도 살아 남았다면 말이지…?

당신에게 기대하는 것은 범인을 찾는 것도 추리도 아니다.

당신이 "나"를 언제 믿어줄 것인가.

단지 그것뿐.

추리를 하고 싶다면 하면 된다.

답이 있다고 믿고 그것을 계속 찾으면 된다.

당신이 "마녀"를 믿을 때까지 계속되는, 이것은 영원한 고문.

연속살인환상 《괭이갈매기 울 적에》

선택지를 거쳐 진행되는 대로 해결해 가는 것이 아니라,

당신 자신이 진상을 파헤쳐 보는 사운드 추리의 시간.

추리는 가능한 것인지, 불가능한 것인지.

마녀에게 굴할 것인지, 맞설 것인지.

즐기는 방법은 당신의 선택에 달렸습니다.

## 에피소드
1. Episode1 - Legend of the golden witch
( 발매: 2007년 여름 코믹마켓 )
2. Episode2 - Turn of the golden witch
( 발매: 2007년 겨울 코믹마켓 )
3. Episode3 - Banquet of the golden witch
( 발매: 2008년 여름 코믹마켓 )
4. Episode4 - Alliance of the golden witch
( 발매: 2008년 겨울 코믹마켓 )
5. Episode5 - End of the golden witch
( 발매: 2009년 여름 코믹마켓 )
6. Episode6 - Dawn of the golden witch
( 발매: 2009년 겨울 코믹마켓 )
7. Episode7 - Requiem of the golden witch
( 발매: 2010년 여름 코믹마켓 )
8. Episode8 - Twilight of the golden witch
( 발매: 2010년 겨울 코믹마켓 )

## 애니메이션
2009년 7월 1일~2009년 12월 24일

### 스탭
- 원작: 용기사07 / 07th Expansion
- 감독: 노다메 치아키
- 시리즈 구성: 카와세 토시후미
- 캐릭터 디자인: 키쿠치 요코
- 애니메이션 제작: 스튜디오 딘
- 제작: 괭이갈매기 울 적에 제작 위원회

### 주제가
여는 곡 《片翼の鳥》(편익의 새)
노래: 시카타 아키코
작사: 나미노 와타루
작곡, 편곡: 시카타 아키코
닫는 곡 《la divina tragedia〜魔曲〜》(la divina tragedia〜마곡〜)
노래, 작사, 작곡: JIMANG
삽입곡 《どっきゅん☆ハート》(콩닥☆하트)
노래: 우시로미야 제시카 (이노우에 마리나)
작사, 작곡, 편곡: DY-T
삽입화수: 6화